# Yading
Yading (transliterarea cuvântului mandarin 亚丁) sau Nyidên (în limba tibetană) este o rezervație naturală de nivel național situată din punct de vedere geografic în partea de est a Platoului Tibet și din punct de vedere administrativ în districtul Daocheng din sud-vestul provinciei Sichuan a Chinei. Ea este considerată un sanctuar montan și un important loc de pelerinaj tibetan ca urmare a faptului că aici se află cei trei munți sacri tibetani (Shenrezig, Jambeyang și Chanadorje), care au fost sfințiți de-al cincilea Dalai Lama. 
Regiunea a fost explorată de Joseph Rock în 1928.

## Legături externe
- en  Fișa rezervației pe site-ul UNESCO
- en  Fișa rezervației pe site-ul UNEP-WCMC[nefuncțională]
- en  Informații de călătorie în Yading